# 金潤
金潤，湖廣安鄉人，明朝政治人物、進士出身。
洪武十八年，登進士，官至浙江道监察御史、禮部郎中。